# Macco (personaggio)
Macco, in originale lingua osca Maccus, è un personaggio della commedia teatrale appartenente alla tradizione delle fabulae atellanae.
Il nome del personaggio è di etimo incerto: un'ipotesi farebbe coincidere il nome con il significato di "sciocco", mentre un'altra teoria farebbe discendere il nome "Macco" dalla pietanza di fave maciullate chiamata maco. Quest'ultima ipotesi sarebbe rafforzata dal consueto epilogo di tutte le storie in cui Macco è protagonista, che lo vedono finire bastonato e ridotto, appunto, pesto come la vivanda. Il personaggio ha la fronte bassa, è calvo, ha la bocca sdentata e perennemente socchiusa, ha le orecchie enormi, il naso prominente e adunco ed ha una gobba sulla schiena ed una sul petto. Macco è un contadino credulone, facilmente raggirato da tutti, ghiotto e voluttuoso.
Il personaggio veste una tunica bianca, da cui gli deriva il soprannome di mimus albus.
Insieme con i personaggi di Dossenno, Bucco, e Pappo, è una delle quattro maschere caratteristiche della commedia atellana.